# Verma Station
Verma Station (Verma stasjon) er en tidligere jernbanestation, der ligger i landsbyen Verma i Rauma kommune på Raumabanen i Norge.
Stationen blev åbnet 25. november 1923 og fungerede som midlertidig endestation indtil færdiggørelsen af Raumabanen året efter. Den blev nedgraderet til trinbræt 1. juni 1970, og 29. maj 1988 ophørte betjeningen med persontog. Den fungerer dog stadig som krydsningsstation med to 335 m lange spor.
Stationsbygningen, der er opført i gulmalet træ, er tegnet af NSB Arkitektkontor ved Gudmund Hoel og Bjarne Friis Baastad. Oprindeligt havde stationen desuden remise og drejeskive.